# Шипилов, Николай Александрович
Николай Александрович Шипилов (1 декабря 1946, Южно-Сахалинск — 7 сентября 2006) — русский поэт и прозаик, бард.

## Краткая биография
Родился в семье офицера. Вскоре семья переехала в Новгород, а вырос Николай в Новосибирске. Учился в авиационном техникуме, затем в пединституте. В 16 лет ушёл из семьи и начал самостоятельную жизнь. Работал грузчиком на жиркомбинате и уже в то время писал стихи. В 1964 году впервые показал свое творчество в литобъединении при газете «Советская Сибирь», а уже год спустя журнал «Сибирские огни» предложил напечатать его повесть «Митька и старые люди», однако из-за требования внести правки в некоторые эпизоды от печати Шипилов отказался. Сменил несколько мест работы: был экскаваторщиком, артистом хора в Новосибирском театре оперетты, озвучивал передачи своими песнями на местном телевидении, работал в геодезической партии, строил коровники, трудился в леспромхозах, токарем, бетонщиком, штукатуром, монтажником, корреспондентом окружной военной газеты.
Член (1986) и секретарь Союза писателей России. Член Союза писателей Беларуси (2006).
Впервые его рассказы были опубликованы в журнале «Литературная учеба» в 1983 году. В связи с этим Шипилов получил жилье в новосибирском Академгородке, однако вскоре утонула его вторая жена, а писатель переехал в Москву, где в 1986 году вышла его первая книга — «Пятый ассистент». Три года спустя Шипилов окончил Высшие литературные курсы. Подписал знаменитое «Письмо писателей России» (1988).
В 1993 году выступал в защиту Конституции у Дома Советов.
Открыл талант Михаила Евдокимова и известного клоуна Александра Шелковникова, с которыми дружил до конца жизни.
Первая супруга — Инна Алексеевна Шипилова. В этом браке родилась дочь — Лада Николаевна Шипилова (18.07.1965 года). Третья супруга - Диордиева Марина Ильинична. В это браке родился сын - Николай Николаевич Шипилов (18.09.1989)   Супруга – Татьяна Николаевна Дашкевич. Дети — Фёдор (род. 19 июня 2000 года) и Мария (род. 2005).

## Награды и достижения
- Лауреат фестивалей «Песня-98» за композицию «После бала» (исп. Дмитрий Маликов) и «Песня-2001» за композицию «Птицелов» (соавторы: Владимир Матецкий, Дмитрий Маликов и Римма Казакова).
- Лауреат Малой российской литературной премии (1997) за поэму «Прощайте, дворяне».
- Лауреат литературной премии имени Андрея Платонова за повесть «Пустыня Ивановна»